# Црес
Црес је послије острва Хвара најдужи и уз сусједно острво Крк највеће (405,78 km²) хрватско острво, дуго је 66 km, а у најширем дијелу 12 km.
Налази се у Приморско-горанској жупанији.

### Положај
Пружа се у правцу сјевер-југ.
Својим сјеверним крајем затвара Кварнерски залив. Западно и сјеверозападно од њега се налази полуострво Истра, на истоку и сјевероистоку се налази острво Крк.
Некад је у историји био повезан са отоком Лошињем танком превлаком.
Од географских знаменитости, на отоку се налази слатководно Вранско језеро.
Највиши врх су Горице, 648 m.

### Насеља
На отоку се налазе насеља (од сјевера према југу): Порозина, Филозићи, Драгозетићи, Бели, Свети Петар, Предошћица, Водице, Мераг, Црес, Лознати, Валун, Подол, Пернат, Збичина, Лубенице, Орлец, Врана (крај које је и језеро), Храста, Стиван, Михолашћица, Мартиншћица, Видовићи, Белеј, Устрине, Осор (мост према Лошињу) и Пунта Крижа.

### Становништво
Апсолутно већинско аутохтоно становништво су Хрвати (има и дио досељених), остатак су досељени Срби и Бошњаци. Од аутохтоних народа има и мањи постотак Италијана.
Према попису становништва из 2001. године, острво Црес има 3.184 становника, град Црес 2.959, а то је по насељима: Црес 2.333, Драгозетићи 21, Филозићи 4, Грмов 2, Ивање 3, Лознати 29, Лубенице 24, Мали Подол 4, Мартиншћица 155, Мераг 3, Михолашћица 22, Орлец 122, Пернат 11, Порозина 20, Предошћица 4, Стиван 38, Свети Петар 11, Валун 62, Видовићи 12, Водице 12, Врана 16, Збичина 13, Збишина 3.

### Саобраћај
Острво је повезано трајектном везом.
Из мјеста Порозина вози трајект за Брестову на полуострву Истри.
Из мјеста Мерага плови трајект пут Валбиске на Крку.

### Привреда
Туризам, пољопривреда, пчеларство (Екстра квалитетан кадуљин мед међу најбољима у свијету), маслинарство, сточарство, воћарство.

### Управна подјела
Управно припада Приморско-горанској жупанији.

### Занимљивости
Према теорији мексиканског научника Хулиа Салинаса Прајса, на овом острву се налазила чаробница Кирка, која је зачарала и опчинила Одисеја и аргонауте.